# Hey America
Hey America è il trentaquattresimo album in studio del cantante statunitense James Brown, pubblicato nel 1970.

## Tracce
1. Hey America – 3:36
2. A Lonely Little Boy Around One Little Christmas Toy – 4:01
3. Go Power at Christmas Time – 3:11
4. Christmas Is Love – 6:01
5. Santa Claus Is Definitely Here to Stay – 4:22
6. My Rapp – 6:01
7. I'm Your Christmas Friend, Don't Be Hungry – 3:10
8. Merry Christmas My Baby and a Very, Very Happy New Year – 3:54